# Vůz Aee147, 142, 140 ČD
Vozy řady Aee147, číslované v intervalu 51 54 19-70, v 90. letech značené Aeel, a vozy řad Aee142 a Aee140, shodně číslované v intervalu 61 54 19-70, jsou řadami příbuzných osobních vozů z vozového parku Českých drah. Všechny vozy Aee147 (001–015) vznikly přestavbou starších vozů řad B a Bh, kterou provedlo konsorcium firem MOVO Plzeň a DVJ Dunakeszi. Druhé dvě jmenované řady vznikly dalšími modernizacemi vozů Aee147, kterými tato řada zanikla.

## Vznik řady
V půlce 90. let si České dráhy objednaly u DVJ Dunakeszi a MOVO Plzeň modernizaci 100 starších vozů, ze kterých měly vzniknout vozy vhodné pro vlaky vyšších kategorií.
Všechny vozy určené k modernizaci byly nejdříve přistaveny do DVJ Dunakeszi, kde byly odstrojeny, byla opravena skříň, byla zlepšena hluková i tepelná izolace, vyrobeny nové bočnice a zmodernizován podvozek včetně výměny špalíkových brzd za kotoučové. Poté byly vozy převezeny do plzeňského MOVO, kde byly dosazeny interiérové prvky. Všechny interiérové prvky vyrobila španělská společnost Temoinsa.
Vozy Aee147 byly zrekonstruované v letech 1996–1997. K Českým drahám byly dodány mezi 19. lednem 1997 a 15. dubnem 1997. Zbylých 85 vozů bylo zrekonstruováno na 10 velkoprostorových vozů první třídy Apee148, 35 velkoprostorových vozů druhé třídy Bpee247 a 40 oddílových vozů druhé třídy Bee246.

## Technický popis
Jsou to vozy typu UIC-Y o délce 24 500 mm s nejvyšší povolenou rychlostí 160 km/h. Vozy mají zmodernizované podvozky Görlitz V, neoficiálně označované jako Görlitz/Dunakeszi. Brzdová soustava je tvořena tlakovzdušnými kotoučovými brzdami DAKO se dvěma kotouči na každé nápravě.
Vozy mají dva páry jednokřídlých předsuvných nástupních dveří ovládaných tlačítky. Mezivozové přechodové dveře jsou dvoukřídlé, posuvné do stran a ovládané pomocí madel. Vozy Aee147 mají polospouštěcí okna, ostatní řady mají okna v horní čtvrtině výklopná.
Při modernizaci proběhla kompletní obnova interiéru včetně toalet. Ve vozech je devět oddílů po šesti místech k sezení a celkem 54 polohovatelných sedaček. Vozy Aee147 měly modrý potah sedaček, vozy Aee142 mají červený potah a vozy Aee140 šedý dle návrhu studia Najbrt. Pro informování cestujících je ve vozech nainstalováno rozhlasové zařízení. Vozy Aee140 mají kompletní audio-vizuální informační systém včetně diodových displejů.
Do vozů byl dosazen centrální zdroj energie pro napájení elektrických zařízení, například osvětlení. Palubní elektrická síť vozů má napětí 24 V a pro pokrytí výpadků napájení z lokomotivy je vybaven akumulátorem Hoppecke o kapacitě 375 Ah. Provozní osvětlení je realizováno zářivkami, nouzové žárovkami. Vytápění je jednokanálové teplovzdušné, skládá se z elektrických topnic a větráků, které rozhánějí ohřátý vzduch po voze. Vozy jsou určeny pro provoz ve středoevropském podnebí s teplotami od −30 °C do +40 °C a nadmořskou výškou do 1 500 m n. m.
Vozy Aee147 měly nátěr přes okna zelený, pod okny bílý a střecha byla šedá. Vozy Aee142 mají nátěr přes okna červený, pod okny bílý a střecha je šedá. Vozy Aee140 mají nátěr modro-bílý v novém korporátním designu Českých drah od studia Najbrt.

## Další modernizace
Vozy při první modernizaci neobdržely klimatizaci ani toalety s uzavřeným odpadním systémem, ačkoli u vozů jiných železničních správ již tou dobou bylo oboje běžné. Proto proběhly další modernizace těchto vozů.
V letech 2008–2009 byla v MOVO Plzeň do šesti vozů Aee147 doplněna klimatizace a toalety s uzavřeným odpadním systémem (vakuové WC), čímž vznikla řada Aee142. Zároveň byly přečalouněny sedačky. Rekonstrukce byla financována firmou ING Lease formou zpětného leasingu.
V roce 2011 bylo v ŽOS Trnava zmodernizováno zbývajících devět vozů řady Aee147 na řadu Aee140. Vozy kromě klimatizace a vakuových WC získaly i elektronický informační systém a zásuvky 230 V. Kromě toho byly ještě přečalouněny sedačky. I tato modernizace je financována zpětným leasingem od ING Lease.
Vozy Aee142 byly v letech 2017-2019 přeznačeny na řadu Aee140.

## Provoz
Vozy jsou v GVD 2023/24 provozovány na dálkových vlacích. Často se vyskytují i jako náhrada za vozy jiných řad.

#### Pravidelný provoz
- Ex1 Praha - Olomouc - Ostrava - Bohumín (na Slovensko a do Polska pravidelně nejezdí)
- EC 273/274 Metropolitan Praha – Břeclav – Budapešť (pouze v neděli a některých st. svátcích)
- R10 Krakonoš/Hradečan Praha – Hradec Králové (dále do Trutnova obvykle nejezdí)
- R17 (Rychlík Vltava/Lužnice/Silva Nortica) Praha - Tábor - České Budějovice/Praha - Tábor - Veselí nad Lužnicí - České Velenice (- Wien)